# Fluitreiger
De fluitreiger (Syrigma sibilatrix) is een vogel uit de familie Ardeidae (Reigers).

## Verspreiding en leefgebied
Deze soort komt voor in noordelijk, het zuidelijke deel van Centraal-en zuidoostelijk Zuid-Amerika en telt twee ondersoorten:
- S. s. fostersmithi: noordoostelijk Colombia en noordwestelijk Venezuela.
- S. s. sibilatrix: van oostelijk Bolivia en zuidelijk Brazilië tot noordoostelijk Argentinië.

De fluitreiger is absoluut geen standvogel. Hij trekt het gehele jaar door een groot gebied op zoek naar voedsel en om eventueel voor nageslacht te zorgen. Dit gebied kan wel een paarhonderd kilometer groot zijn. Normaal gesproken leeft deze vogel op hoogtes tot maximaal 500 meter, maar er is een waarneming gedaan op een hoogte van 2300 meter.
De vogel leeft in droge grasgebieden, maar hij verblijft ook veel in waterrijke gebieden. In deze gebieden zoek hij zijn voedsel dat bestaat uit bijna alle kleine diersoorten die hij in het gebied kan vinden. De fluitreiger heeft een mooie techniek voor het vangen van zijn prooi. Hij loopt heel langzaam op zijn prooi af, die hij dan op het laatste moment bespringt. Maar hij is ook in staat om al rennend of vliegend zijn prooi te pakken.
De fluitreiger broedt, in tegenstelling tot andere reigersoorten, solitair. Hij nestelt in araucarias of andere exotische bomen. In het nest worden 3 tot 4 lichtblauwe, gespikkelde eieren gelegd. Deze eieren worden gedurende ongeveer 28 dagen bebroed. Na het uitkomen, blijven de jongen nog zo'n 42 dagen in het nest.
Onder de fluitreigers is een groot verlies van nesten waargenomen. Slechts een kleine 30 procent van de eieren komt uit. Veel nesten worden namelijk door storm en wind vernield. Blijft een nest wel heel, dan nog vliegen meestal maar 2 jongen per nest uit.